# کوه نورثاور
کوه نورثاور (به انگلیسی: Mount Northover) یک کوه در کانادا است که در آلبرتا واقع شده‌است. کوه نورثاور ۳٬۰۴۸ متر بالاتر از سطح دریا واقع شده‌است.